# Escorpí de mar d'espines llargues
L'escorpí de mar d'espines llargues (Taurulus bubalis) és una espècie de peix pertanyent a la família dels còtids i l'única del gènere Taurulus.

## Descripció
- El mascle fa 17,5 cm de llargària màxima i la femella 25.[3][4]

## Alimentació
Menja Mysidacea, amfípodes, decàpodes, poliquets, mol·luscs, ofiuroïdeus i peixos.

## Depredadors
A Escòcia és depredat pel dofí mular (Tursiops truncatus).

## Hàbitat
És un peix marí, demersal, no migratori i de clima temperat (72°N-35°N, 24°W-33°E) que viu entre 0-200 m de fondària.

## Distribució geogràfica
Es troba a l'Atlàntic oriental (des d'Islàndia, les illes Shetland i Múrmansk fins a Portugal), la mar Bàltica i la Mediterrània.

## Costums
És capaç de respirar aire quan és fora de l'aigua.

## Observacions
És inofensiu per als humans.